# Copromyces
Copromyces — рід грибів родини Sordariaceae. Назва вперше опублікована 1967 року.

## Класифікація
До роду Copromyces відносять 2 види:
- Copromyces bisporus
- Copromyces octosporus